# Лоусон, Джон Хоуард
Джон Хо́уард Ло́усон (англ. John Howard Lawson; 15 июня 1884, Нью-Йорк, Нью-Йорк, США — 11 августа 1977, Сан-Франциско, Калифорния, США) — американский писатель, драматург, сценарист, теоретик кино, искусствовед, общественный деятель.

## Биография
Выходец из среды мелкой буржуазии. Участник первой мировой войны. Начинал как драматург (пьесы «Роджер Блумер», 1923, «Громкоговоритель», 1925, «Интернационал», 1927, «Маршевая песня», 1937, «Процессия» и другие). В кино с 1928 года («Сон любви»). Пытался противопоставить традиционной американской драме новый сценический метод, отказывался от идеи чистого искусства и чистой красоты. Организатор Гильдии сценаристов в Голливуде. В 1930—1940-е годы по сценариям Лоусона поставлены фильмы антифашистской направленности. В 1947 году вместе с девятью другими прогрессивными деятелями Голливуда был обвинён комиссией по расследованию антиамериканской деятельности и приговорён к тюремному заключению. Изгнанный из Голливуда, Лоусон продолжал работать как киновед и теоретик кино.
Был женат на Кэтрин Дрейн Лоусон (англ. Katharine Drain Lawson; 1918—1923) и Сюзен Эдмонд (англ. Susan Edmond; с 1925).

## Избранная фильмография

### Сценарист
- 1928 — Сон любви / Dream of Love
- 1929 — Язычник / The Pagan
- 1929 — Динамит / Dynamite
- 1930 — Корабль из Шанхая / The Ship from Shanghai
- 1930 — Морская летучая мышь / The Sea Bat
- 1930 — Прекрасная невеста / Our Blushing Brides
- 1931 — Холостяцкая квартира / Bachelor Apartment
- 1933 — Прощай, любовь / Goodbye Love
- 1934 — Успех по любой цене / Success at Any Price (по собственной пьесе)
- 1934 — Остров сокровищ / Treasure Island (в титрах не указан)
- 1935 — Общий телефонный провод / Party Wire (по собственной пьесе)
- 1936 — Приключения на Махэттене / Adventure in Manhattan (по рассказу Джозефа Крумгольда[англ.], в титрах не указан)
- 1938 — Блокада / Blockade
- 1938 — Алжир / Algiers
- 1939 — Им нужна музыка / They Shall Have Music
- 1940 — На Землю / Earthbound
- 1940 — Четыре сына / Four Sons
- 1943 — Операция в Северной Атлантике / Action in the North Atlantic
- 1943 — Сахара / Sahara
- 1945 — Контратака / Counter-Attack
- 1947 — Катастрофа: История женщины / Smash-Up, the Story of a Woman
- 1950 — 1952 — Пулитцеровский театр / Pulitzer Prize Playhouse (сериал)
- 1951 — Заплачь, любимая страна / Cry, the Beloved Country
- 1957 — Беззаботные года / The Careless Years

## Награды
- 1939 — номинация на «Оскар» за лучший сюжет («Блокада»)

## Сочинения
- The hidden heritage. — N.Y., 1950.
- Кинофильмы в борьбе идей. 1953. (русский перевод 1954)
- Теория и практика создания пьесы и киносценария. — 1949. (рус. пер. — М., 1960.)
- О творчестве Фолкнера (русский перевод) // Фолкнер У., Особняк. — М., 1965
- Фильм — творческий процесс… — М., 1965.